# Missa en do major (Beethoven)
La Missa en do major, op. 86, és una missa composta per Ludwig van Beethoven per encàrrec del príncep Nikolaus Esterházy II el 1807.

## Origen i context

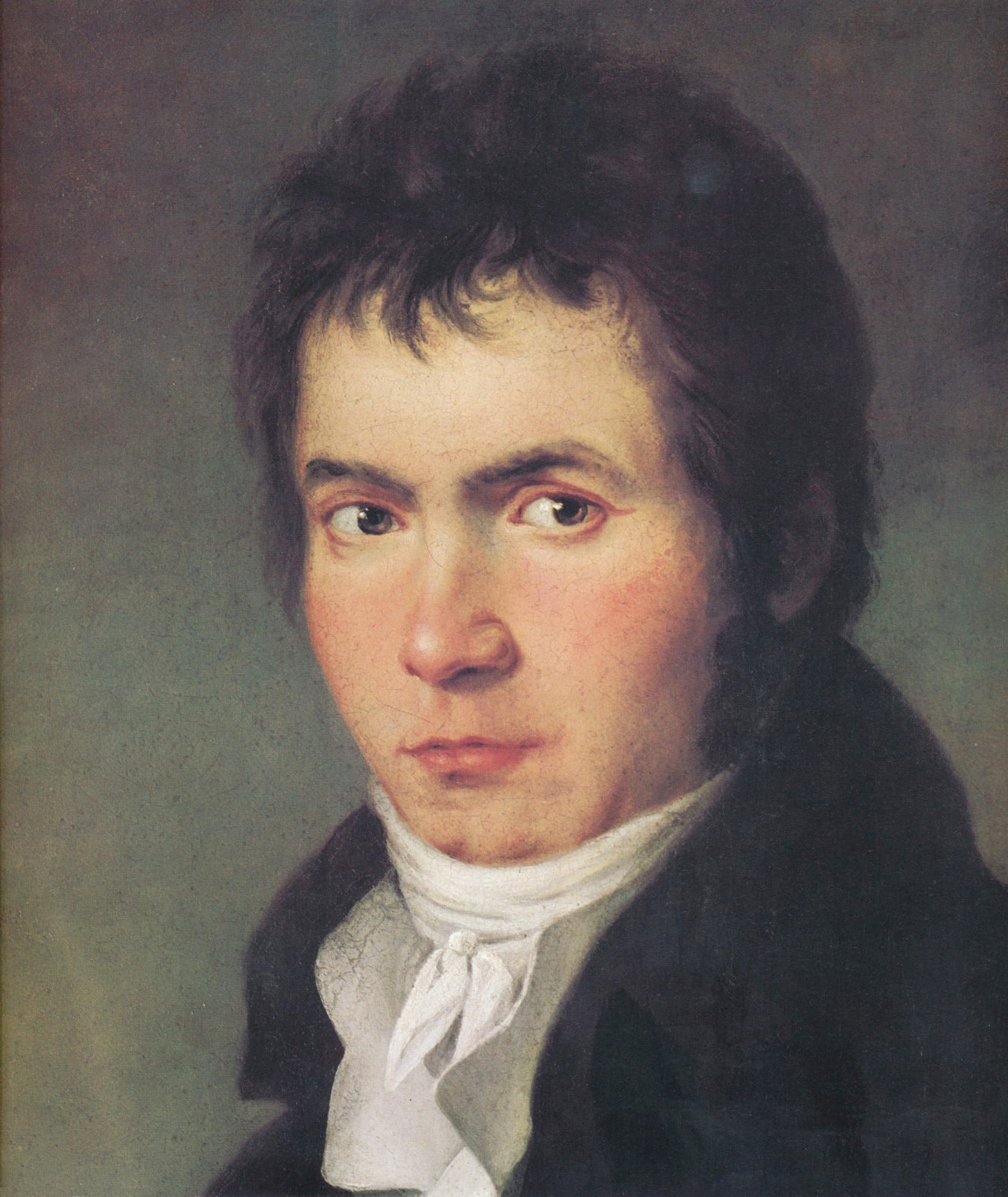
Beethoven cap a 1804, pocs anys abans d'escriure la Missa en do major. Retrat obra de Mähler

Beethoven continuava una tradició establerta per Joseph Haydn, que després de tornar d'Anglaterra el 1795 va compondre una missa per any per a la família Esterházy, per celebrar l'onomàstica de l'esposa del príncep. Haydn va acabar aquesta tradició amb el deteriorament de la seva salut el 1802.
L'obra s'havia d'estrenar el setembre de 1807, coincidint amb l'esmentat aniversari. La primera menció de l'obra en la correspondència de Beethoven data del juliol del mateix any, en una carta dirigida al príncep on li comunica que "la finalització de la missa s'ha endarrerit a causa d'una malaltia en el meu cap" i també li explica que "li faré entrega de la missa amb considerables reserves, ja que vos esteu acostumat a les inimitables obres mestres del gran Haydn". Si el que diu Beethoven a les seves cartes és cert, i les dates són correctes, podem suposar que la Missa no va ser acabada fins que la data d'estrena era molt a prop.
L'estrena de l'obra fou el 13 de setembre de 1807, dia de l'aniversari de la Princesa Esterházy. Un cop va haver escoltat la Missa, el príncep no en va quedar gens satisfet. Es conserva una carta a la comtessa Enriqueta Zielinska on es queixa que "la Missa de Beethoven és insuportablement ridícula i detestable, ni tan sols penso que pugui ser presa seriosament: estic enfadat i avergonyit". Sembla que els gustos del príncep pel que feia a música sacra eren molt conservadors i van topar amb les innovacions expressives de Beethoven, poc habituals en les obres religioses fins al moment. També se sap que Beethoven va atribuir part del fracàs a la manca de temps d'assaig dels músics, que va generar molts errors a l'hora d'interpretar l'obra. Beethoven va viure aquest rebuig com una de les seves humiliacions més grans. Cal tenir en compte que el 1807, any d'estrena d'aquesta missa, el músic ja era considerat el compositor més respectat i important d'Europa. Aquesta situació, unida al caràcter peculiar del geni, va col·laborar en la reacció negativa davant la seva pròpia composició. Pel que sembla, el mateix Beethoven, amb els anys, no li va donar el lloc que realment valia la missa en do major.
Malgrat això, el compositor va intentar durant temps que la partitura es publiqués, tot i que les editorials no li acceptaven la proposta, ja que, tal com consta en una carta de Breitkopf & Hartel, no hi havia demanda de "coses d'església". Un signe ben clar que els temps estaven canviant. Finalment, el 1809, dos anys després de la seva estrena, Beethoven va aconseguir que Härtel publiqués la seva missa en un paquet de diverses obres que incloïen també l'oratori Crist en el Mont de les Oliveres i l'òpera Fidelio.
Tot i que Beethoven es troba immers en el centre del seu període romàntic, l'obra es presenta com una mirada cap a la tradició clàssica que havia anat abandonant gradualment des de feia una dècada. No hi ha contrastos dramàtics. Més aviat equilibri, sobrietat i transparència. Emoció que se sap ajustar al requeriment integral d'una obra litúrgica de gran escala.
La Missa en do major és una de les dues úniques misses que va compondre Beethoven i és molt poc coneguda, ja que ha quedat històricament eclipsada per l'espectacular Missa Solemnis, escrita entre 1819 i 1823. El repertori sacre de Beethoven es limita a aquestes dues misses i a l'esmentat oratori Crist en el Mont de les Oliveres, de 1801.